# Булаксай (Актобенска област)
Булаксай (на руски: Булаксай, на казахски: Бұлақсай) е аул, разположен в Алгински район, Актобенска област, Казахстан. Населението му през 2009 година е 30 души.

## Население
През 1999 година населението на селото е 210 души (112 мъже и 98 жени). През 2009 година населението му е 30 души (14 мъже и 16 жени).